# Шабелаха Дексе
Шабелаха Дексе е регион на Сомалия. Населението му е 516 036 жители (по приблизителна оценка от януари 2014 г.), а площта 22 663 кв. км. Регионът е разделен административно на 5 района. Намира се в южната част на страната в часова зона UTC+3.